# Zeeuws-Vlaams

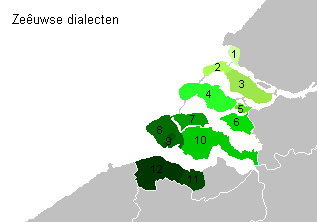
Zeeuwse dialecten: 11 Land-van-Axels, 12 Land-van-Cadzands.

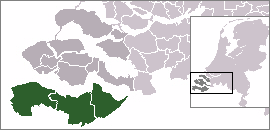
Zeeuws-Vlaanderen

Zeeuws-Vlaams is een verzamelnaam voor de dialecten die gesproken worden in Zeeuws-Vlaanderen. In Zeeuws-Vlaanderen worden in grote lijnen drie dialecten onderscheiden. In het gebied westelijk van de Braakman (globaal de gemeente Sluis en een gebied iets ten oosten daarvan) wordt overwegend West-Zeeuws-Vlaams gesproken dat nauw verwant is met het West-Vlaams dat in West-Vlaanderen in België wordt gesproken. Het West Zeeuws-Vlaams wordt ook wel "Land van Cadzands" genoemd. Op het Eiland van Axel (de plaatsen of vroegere gemeenten Terneuzen en Axel, niet de huidige gemeente Terneuzen die zich ver buiten het eiland van Axel uitstrekt) dat tegenwoordig onderdeel uitmaakt van het vasteland van Zeeuws-Vlaanderen wordt het "Land van Axels" gesproken dat weer wordt onderscheiden in Axels en Terneuzens. Het "Land van Axels" is nauw verwant met de Zeeuwse dialecten aan de andere zijde van de Schelde. Dit komt doordat dit gebied werd bewoond door bevolking afkomstig van Walcheren. Dit verklaart ook waarom het merendeel van de bevolking uit dit gebied protestant is. 
In Oost- en Midden-Zeeuws-Vlaanderen (langs de Belgische grens) met daarin de gemeente Hulst en de plaats Sas van Gent worden varianten van het Oost-Vlaams gesproken. Het dialect van Hulst vertoont hierbij sterkere kenmerken van het Oost-Vlaams dan het dialect van Sas van Gent. Deze gebieden hebben altijd tegen het vasteland van België aangelegen en zijn ook overwegend katholiek.
De verschillende Zeeuws-Vlaamse dialecten verschillen onderling veel van elkaar. Zo zou een West-Zeeuws-Vlaming een aardappel een èrepel noemen, terwijl een Hulstenaar deze een pettetter noemt. Een ander bekend voorbeeld is dat een West Zeeuws-Vlaming zou zeggen Wudder kieken over den diek, en een Hulstenaar Wai kaiken euver d'n daik (Wij kijken over de dijk). Op slechts enkele kilometers van elkaar kunnen er al grote verschillen zijn. Zo is de uitspraak in Westdorpe duidelijk "Vlaamser" dan in Sas van Gent terwijl deze plaatsen slechts enkele kilometers uit elkaar liggen.